# Ellie Logotheti
Ellie Logotheti (griechisch Έλλη Λογοθέτη, * 19. November 2002) ist eine griechische Tennisspielerin.

## Karriere
Logotheti begann mit sechs Jahren das Tennisspielen. Sie spielt bislang vorrangig Turniere der ITF Women’s World Tennis Tour, wo sie bislang aber noch keinen Titel gewinnen konnte.
2022 konnte sie sich unter die Top 10 ihres Landes spielen.